# تحصیل ملک‌وال
تحصیل ملک‌وال (به انگلیسی: Malikwal Tehsil) یک تحصیل در پاکستان است که در پنجاب واقع شده‌است.